# Гран-Брасак
Гран-Браса́к (фр. Grand-Brassac) — коммуна во Франции, находится в регионе Аквитания. Департамент — Дордонь. Входит в состав кантона Брантом. Округ коммуны — Перигё.
Код INSEE коммуны — 24200.

## География

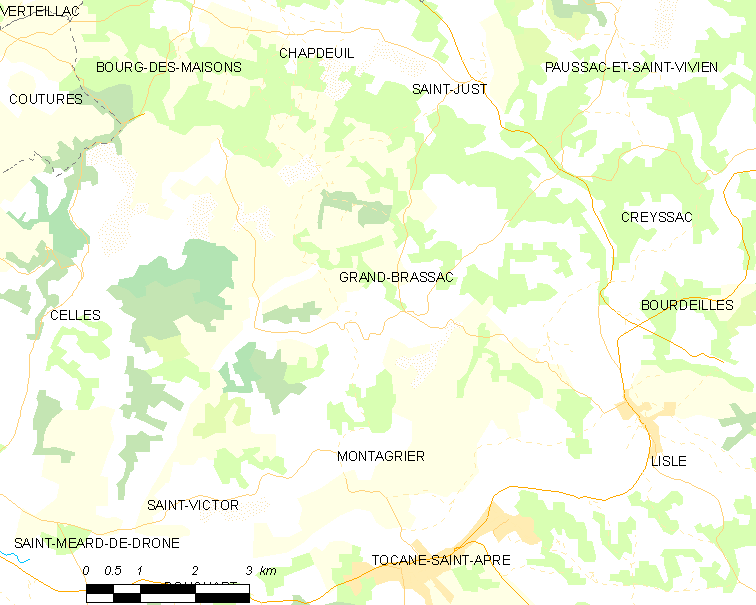
Карта коммуны

Коммуна расположена приблизительно в 420 км к югу от Парижа, в 100 км северо-восточнее Бордо, в 23 км к северо-западу от Перигё.
На востоке коммуны протекает река Дрон.

### Климат
Климат умеренный океанический со средним уровнем осадков, которые выпадают преимущественно зимой. Лето здесь долгое и тёплое, однако также довольно влажное, здесь не бывает регулярных периодов летней засухи. Средняя температура января — 5 °C, июля — 18 °C. Изредка вследствие стечения неблагоприятных погодных условий может наблюдаться непродолжительная засуха или случаются поздние заморозки. Климат меняется очень часто, как в течение сезона, так и год от года.

## Население
Население коммуны на 2010 год составляло 527 человек.
| 1962 | 1968 | 1975 | 1982 | 1990 | 1999 | 2010 |
| ---- | ---- | ---- | ---- | ---- | ---- | ---- |
| 814  | 676  | 609  | 528  | 488  | 489  | 527  |

## Администрация
| Период | Период | Фамилия        | Партия                             | Примечания |
| ------ | ------ | -------------- | ---------------------------------- | ---------- |
| 1947   | 1959   | Эжен Фортен    |                                    |            |
| 1959   | 1971   | Пьер Отфор     |                                    |            |
| 1971   | 2001   | Анри Лакур     | Объединение в поддержку республики |            |
| 2001   | 2020   | Филипп Буаморо | Социалистическая партия            |            |

## Экономика
В 2010 году среди 316 человек трудоспособного возраста (15-64 лет) 218 были экономически активными, 98 — неактивными (показатель активности — 69,0 %, в 1999 году было 64,8 %). Из 218 активных жителей работали 190 человек (107 мужчин и 83 женщины), безработных было 28 (12 мужчин и 16 женщин). Среди 98 неактивных 20 человек были учениками или студентами, 49 — пенсионерами, 29 были неактивными по другим причинам.

## Достопримечательности
- Церковь Свв. Петра и Павла (XIV век). Исторический памятник с 1885 года[5]
- Замок Бушийон[фр.] (XIX век)[6]
- Замок Маруат[фр.] (XIII век)[7]
- Замок Монтарди[фр.] (XIV век). Исторический памятник с 2001 года[8]
- Доисторическая стоянка Рошрей или Рошрёй (верхний палеолит). Исторический памятник с 1952 года[9]

## Фотогалерея

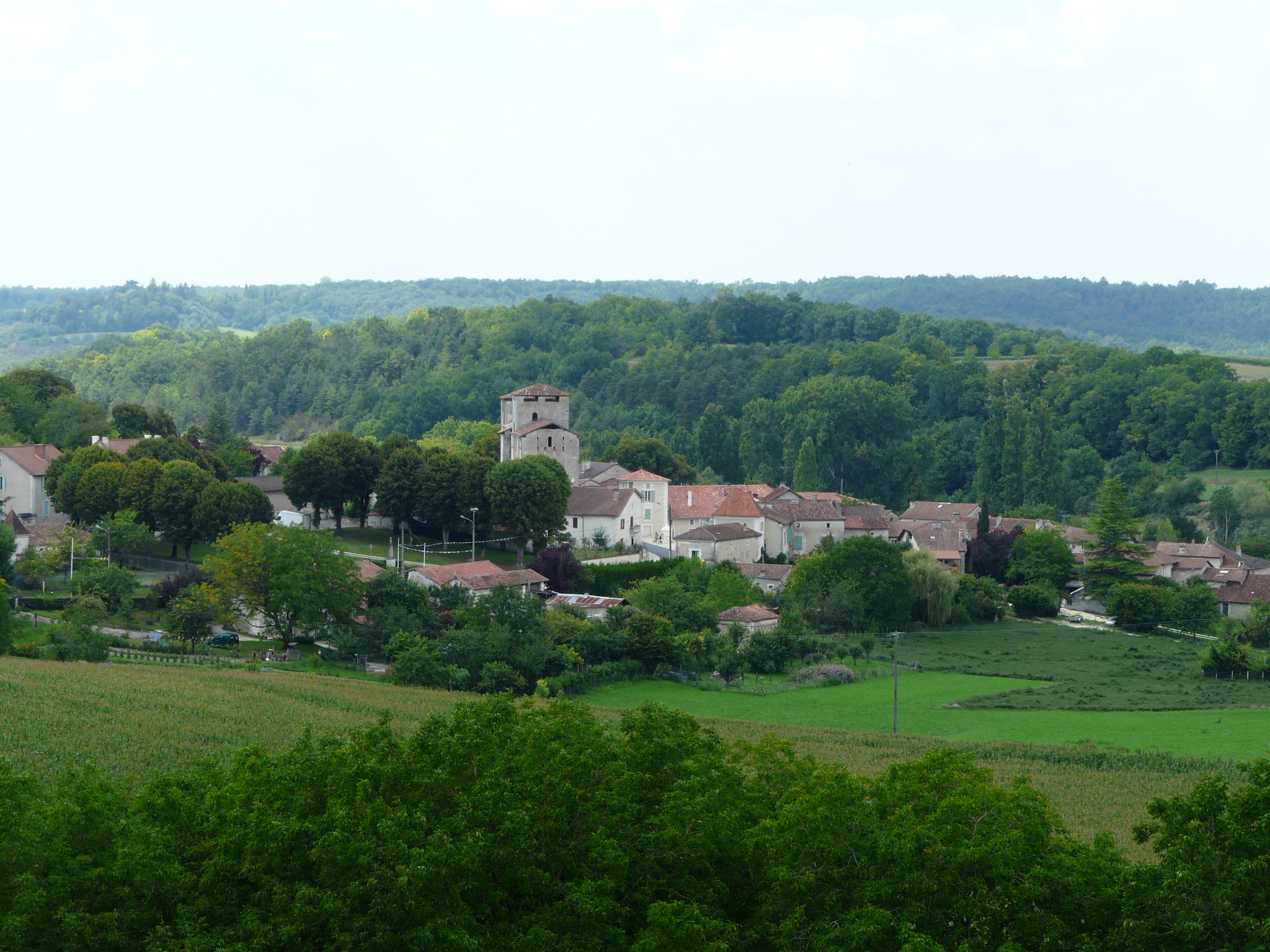
Гран-Брасак
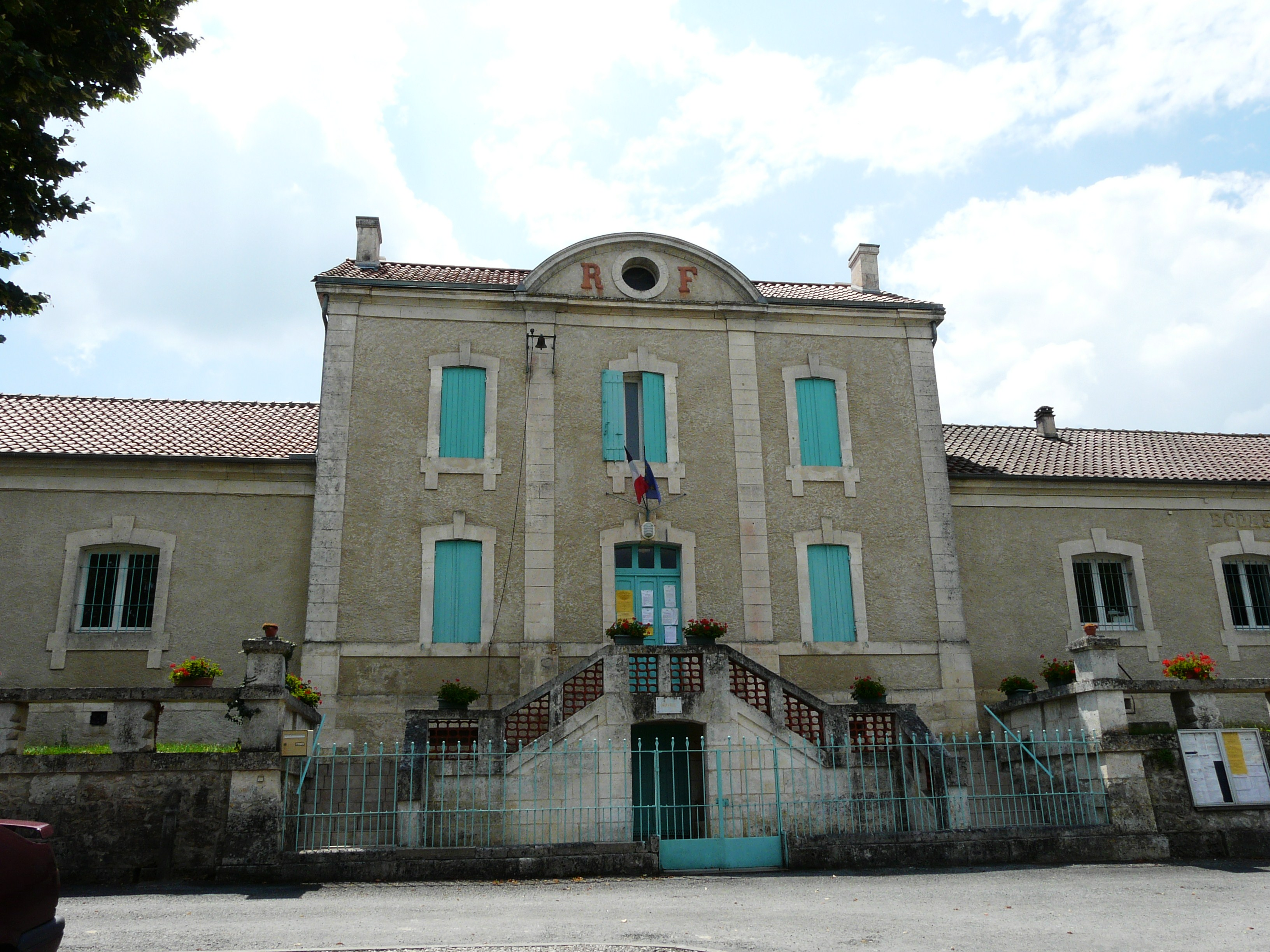
Мэрия
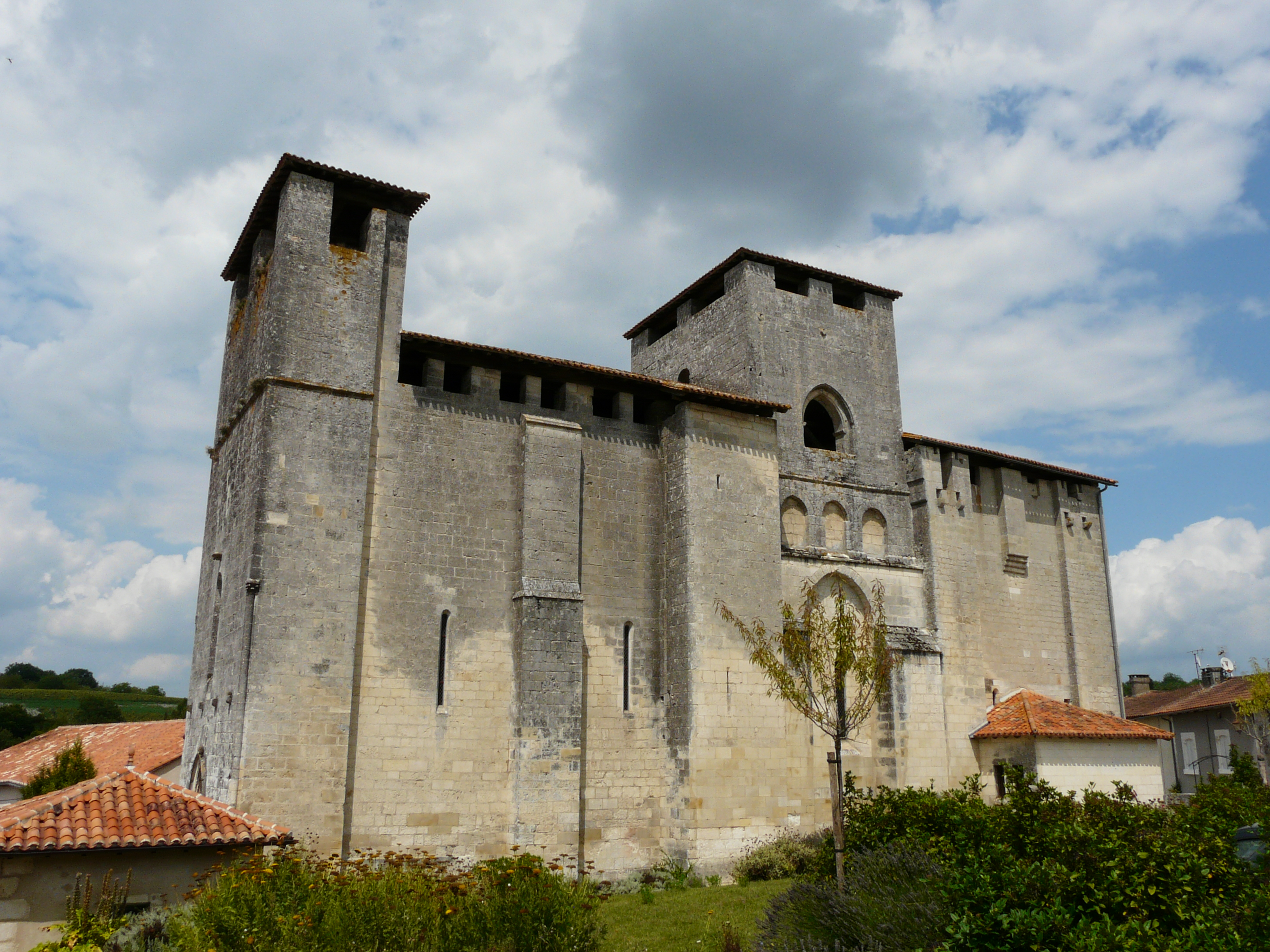
Церковь Свв. Петра и Павла
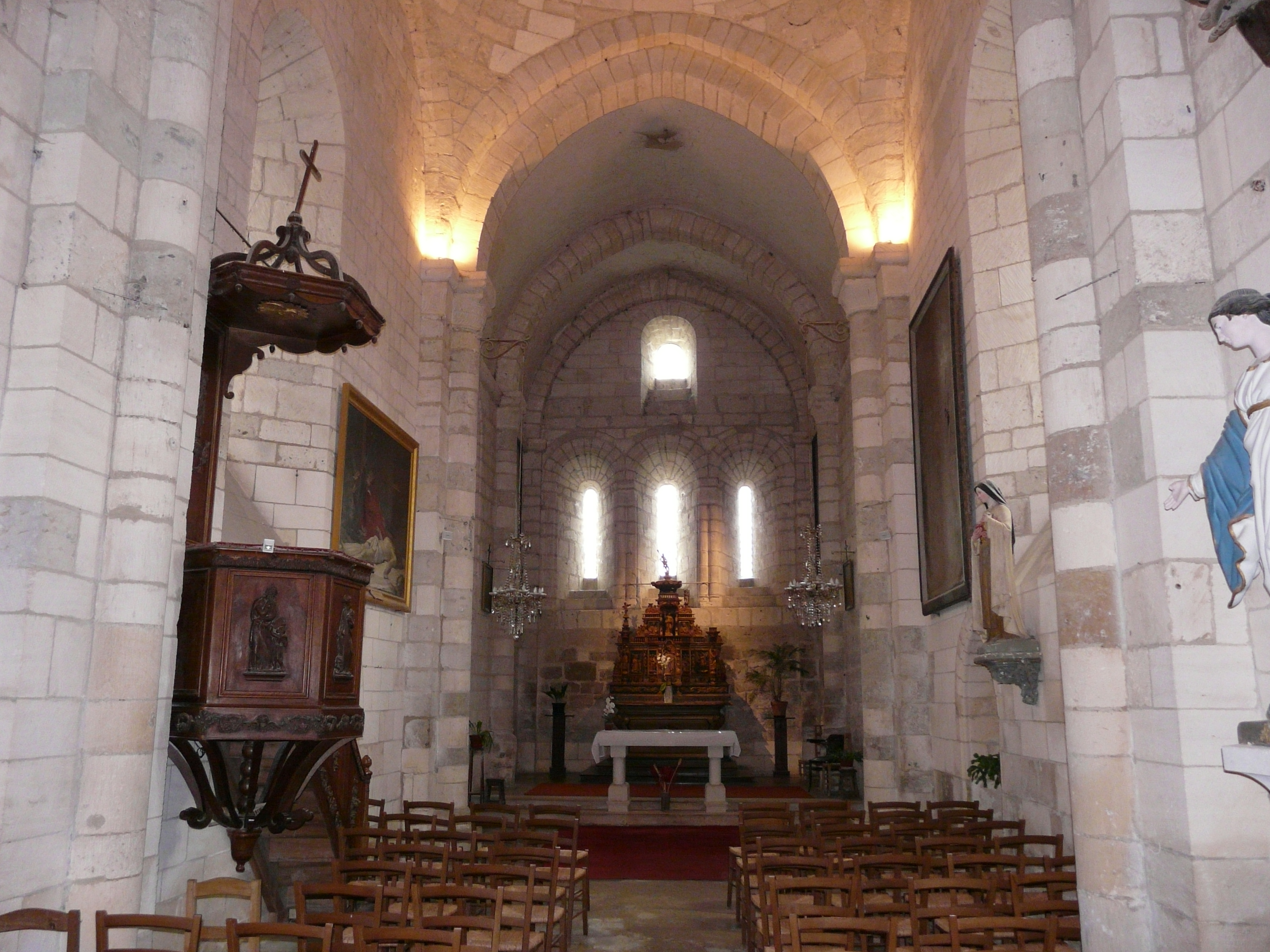
Интерьер церкви Свв. Петра и Павла
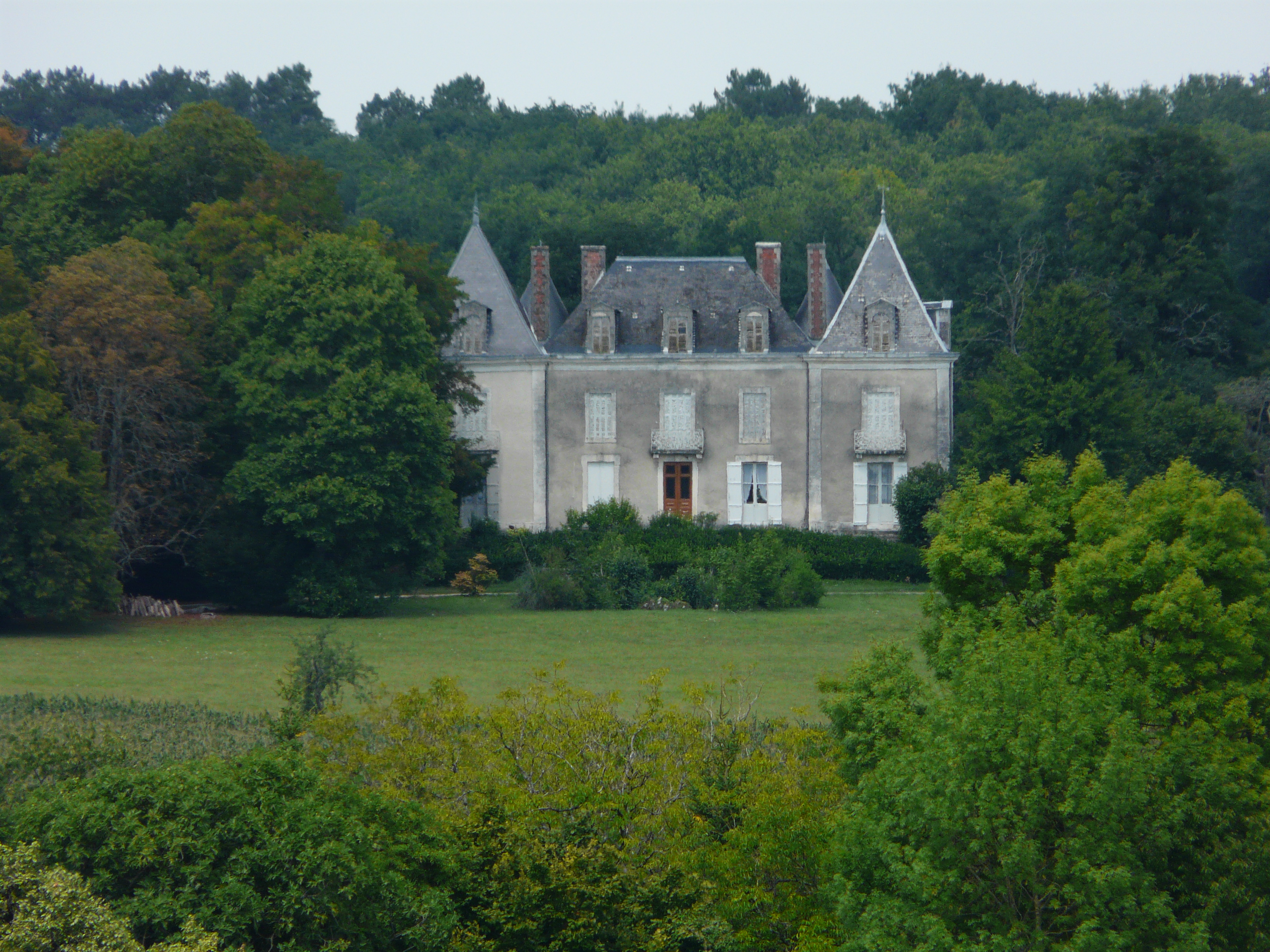
Замок Бушийон
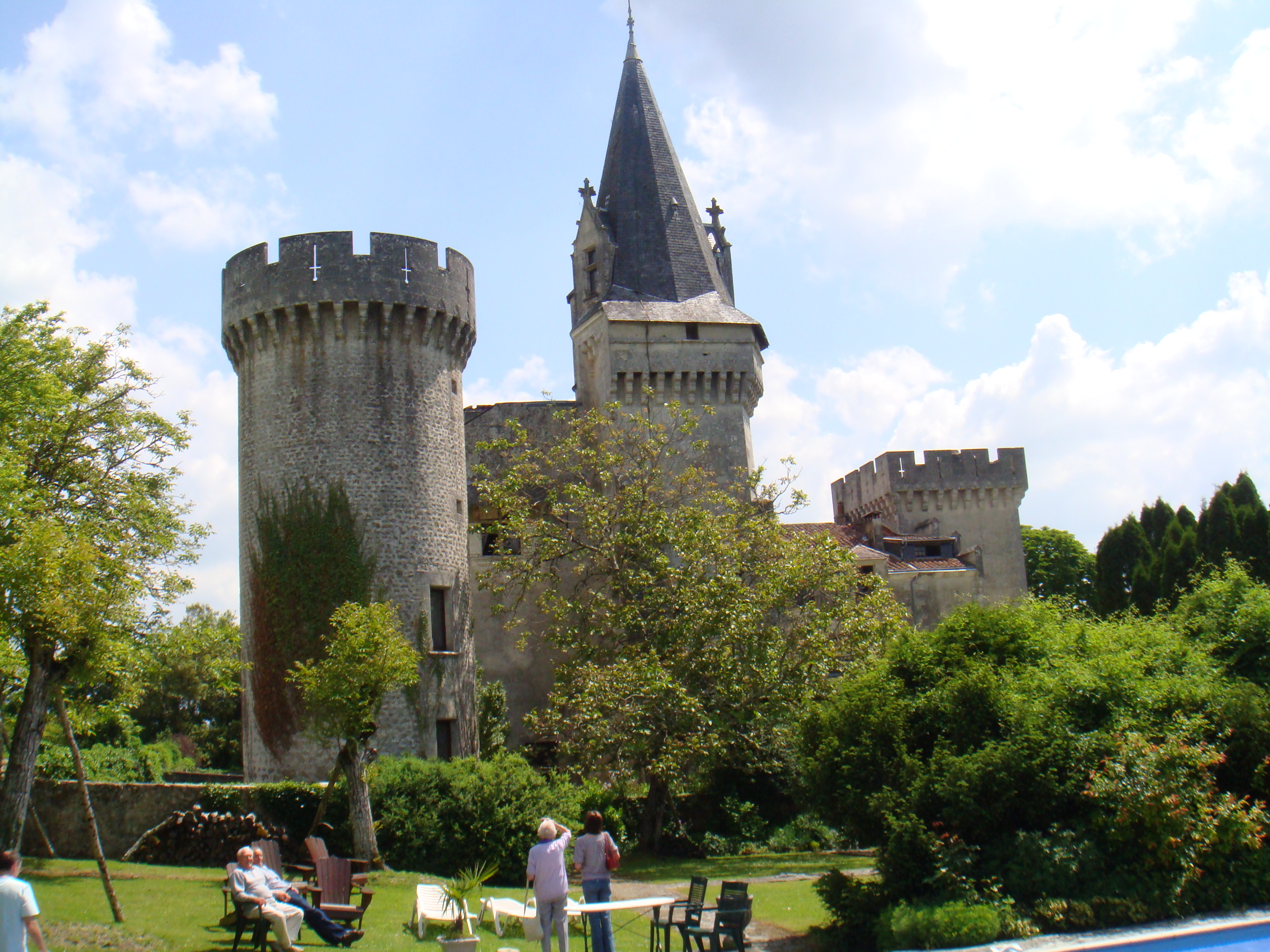
Замок Маруат
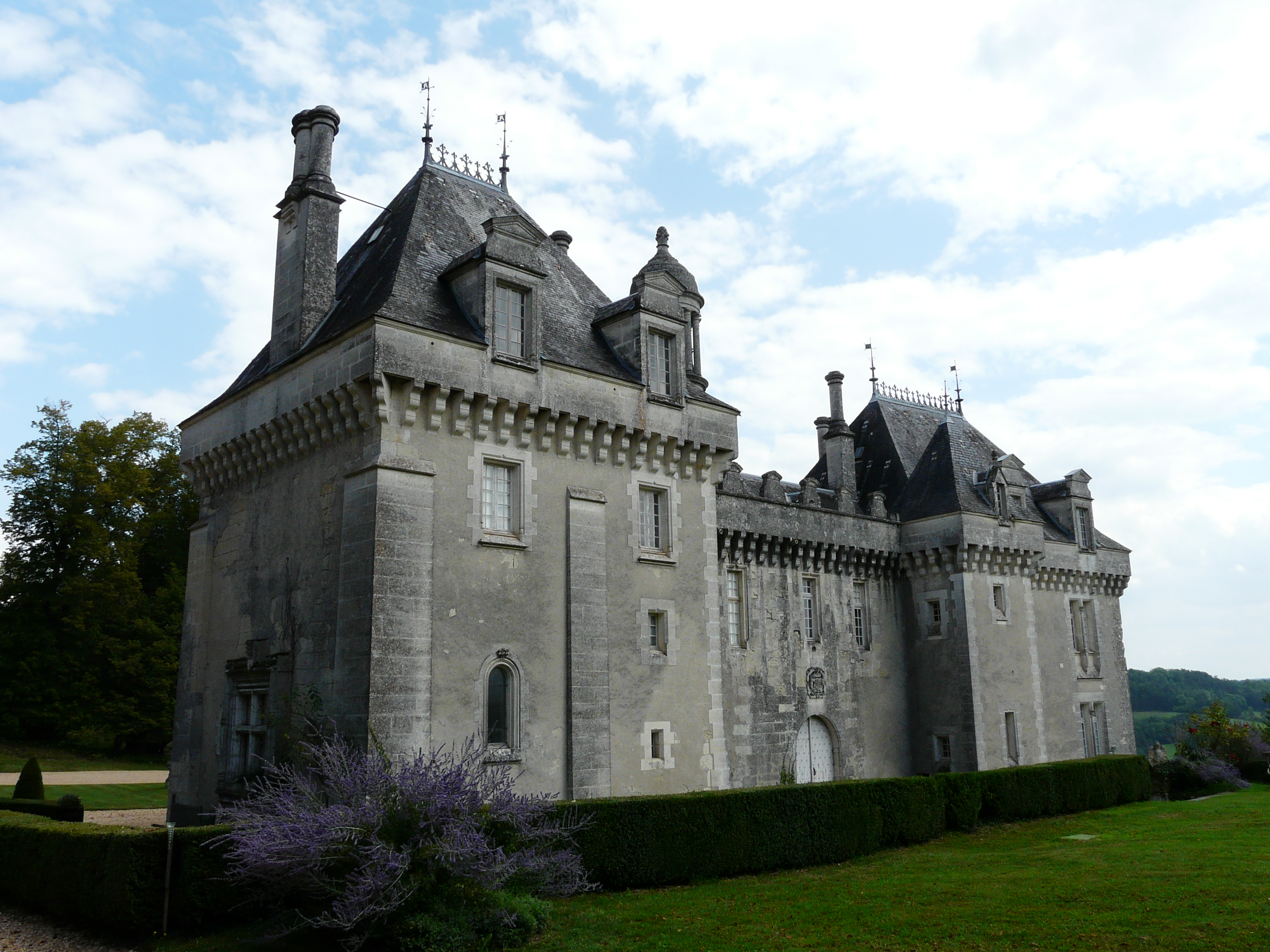
Замок Монтарди
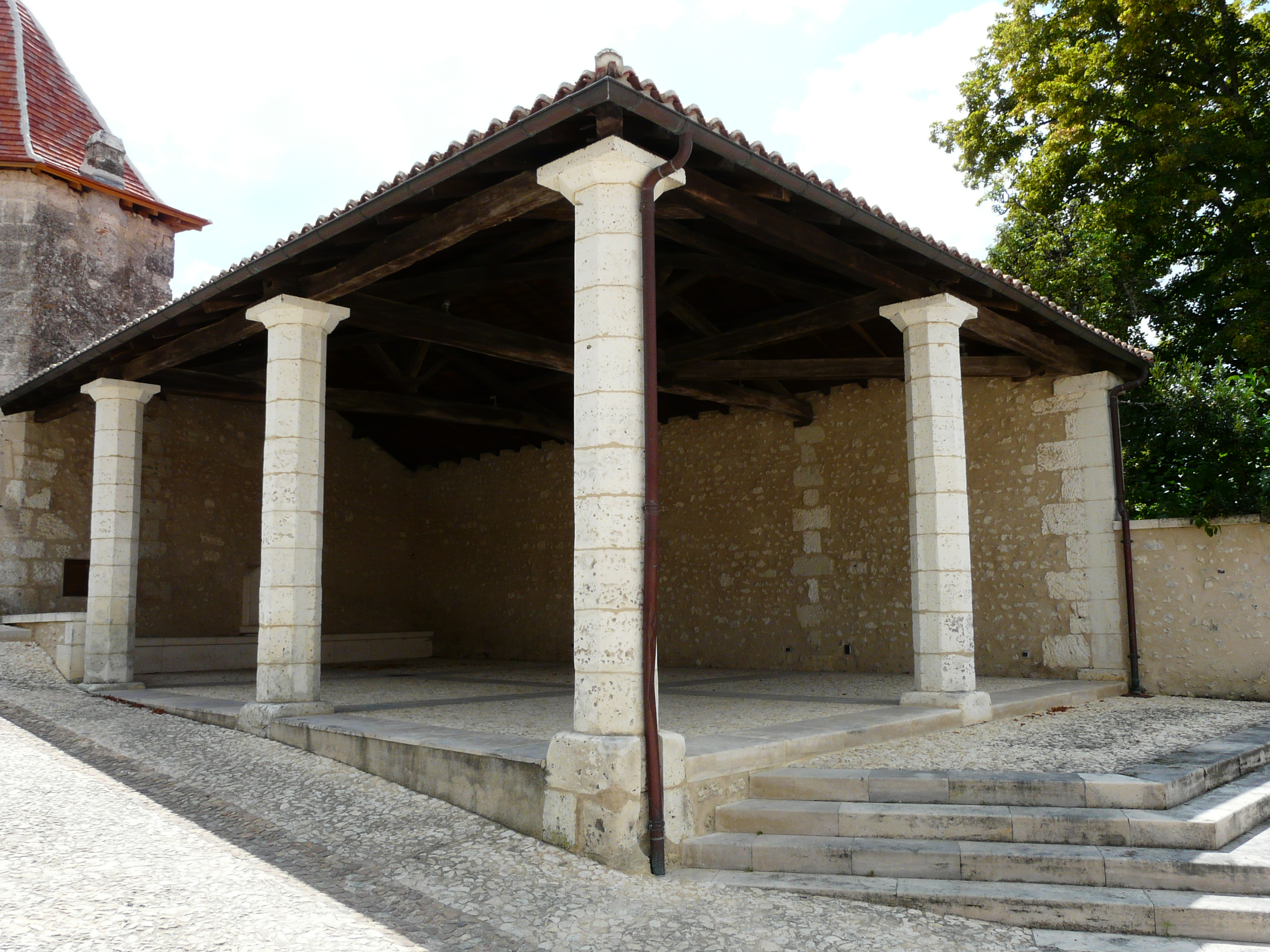
Крытый рынок
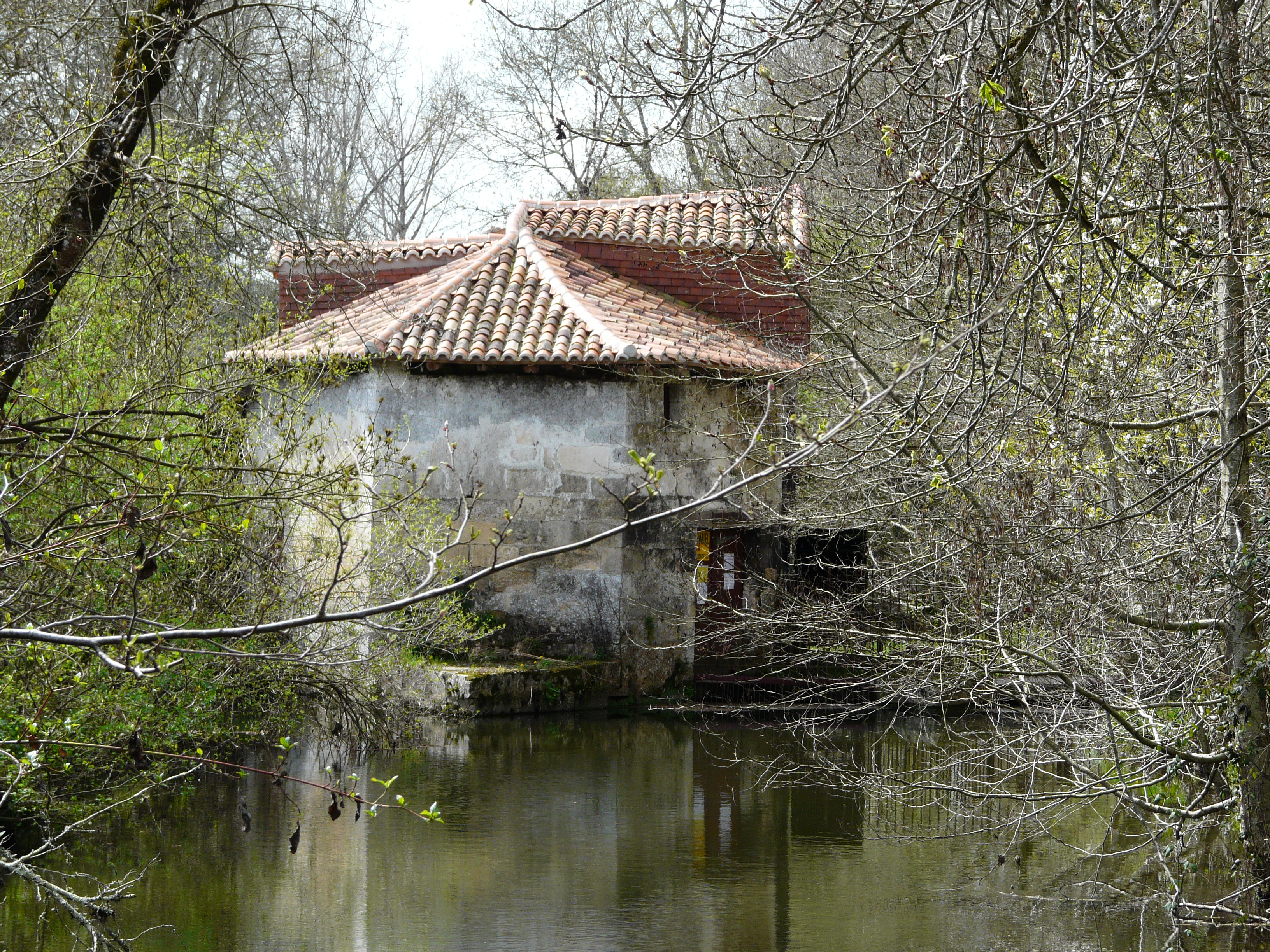
Водяная мельница
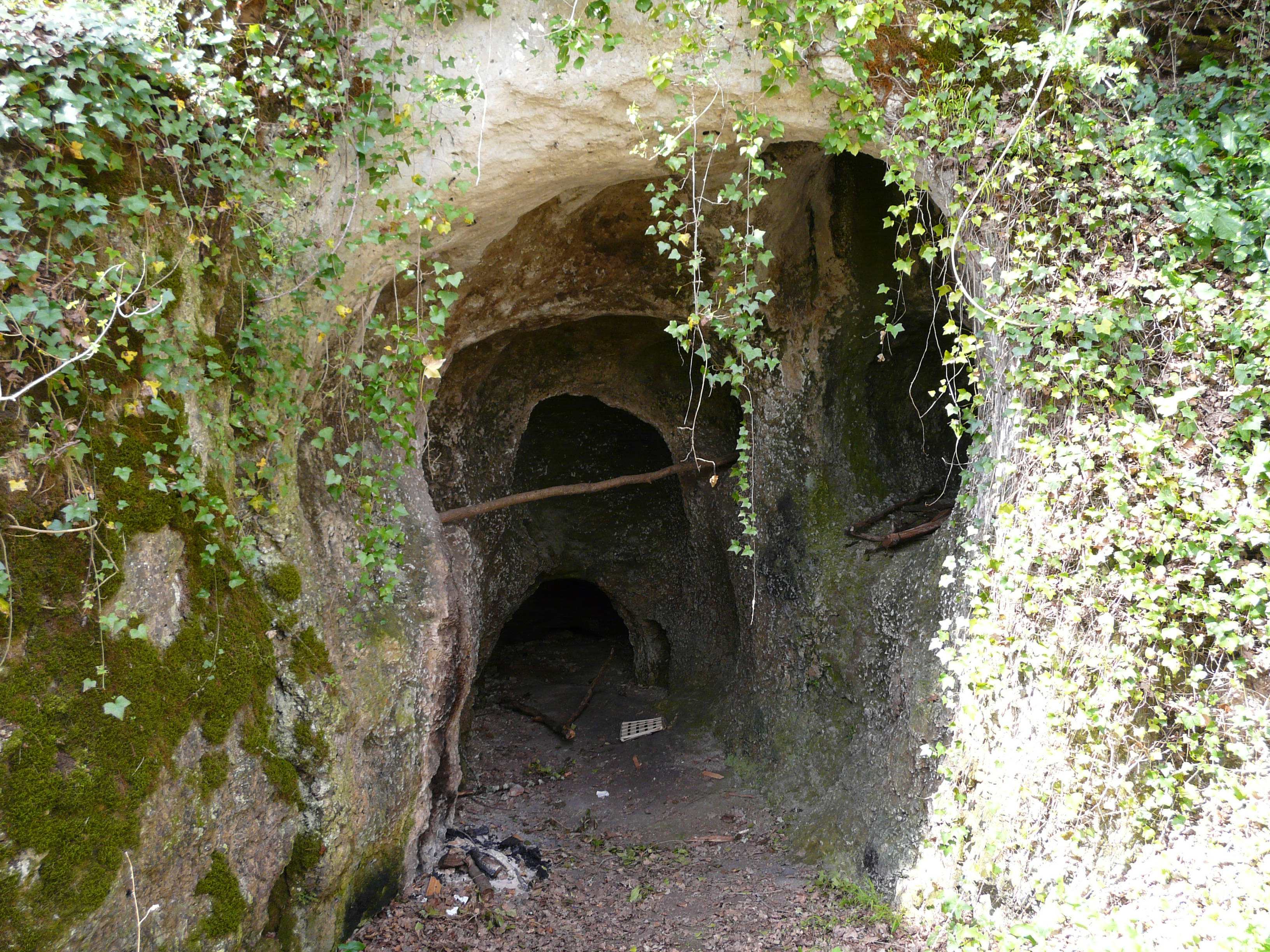
Доисторическая стоянка Рошрей
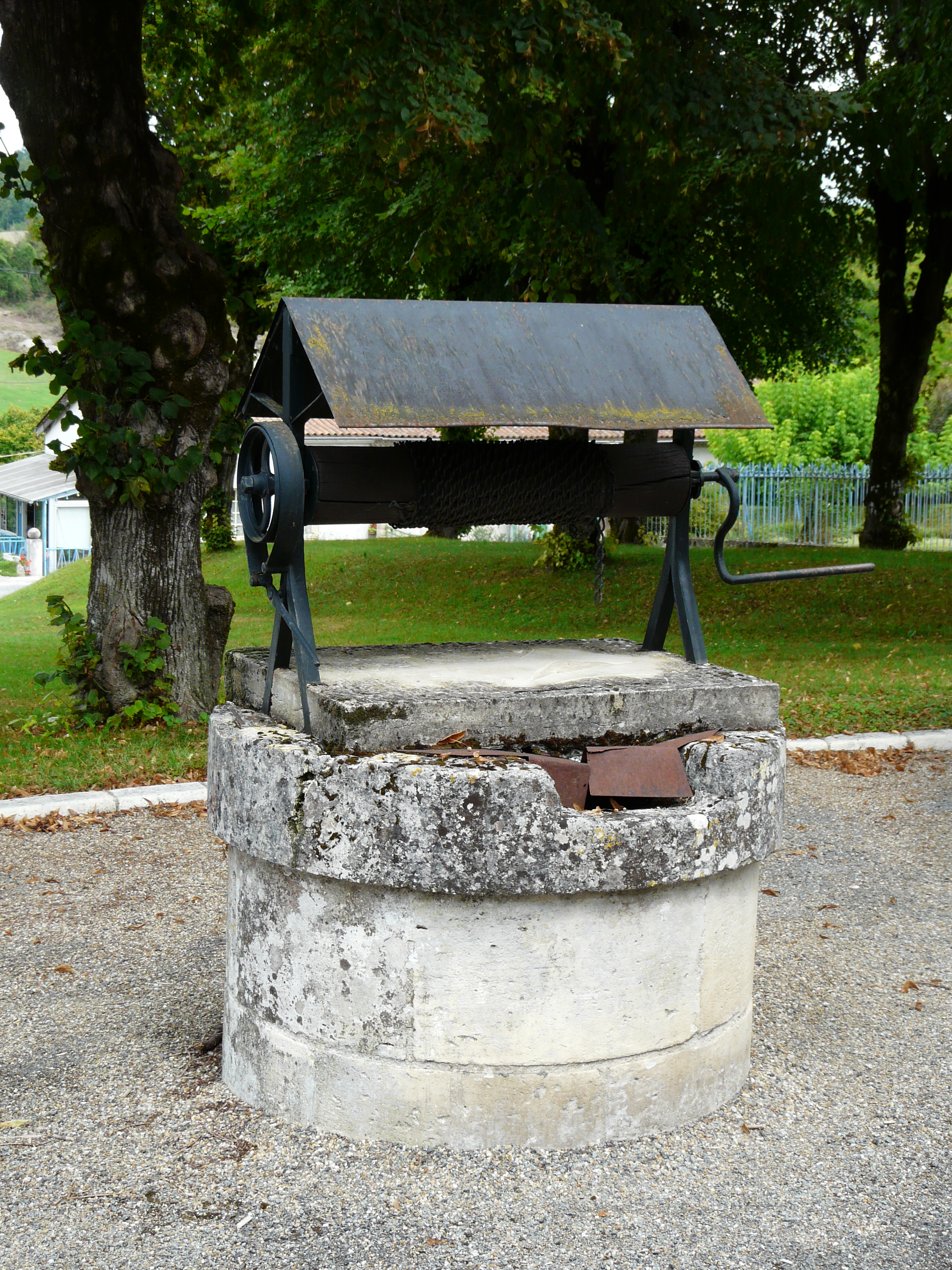
Колодец
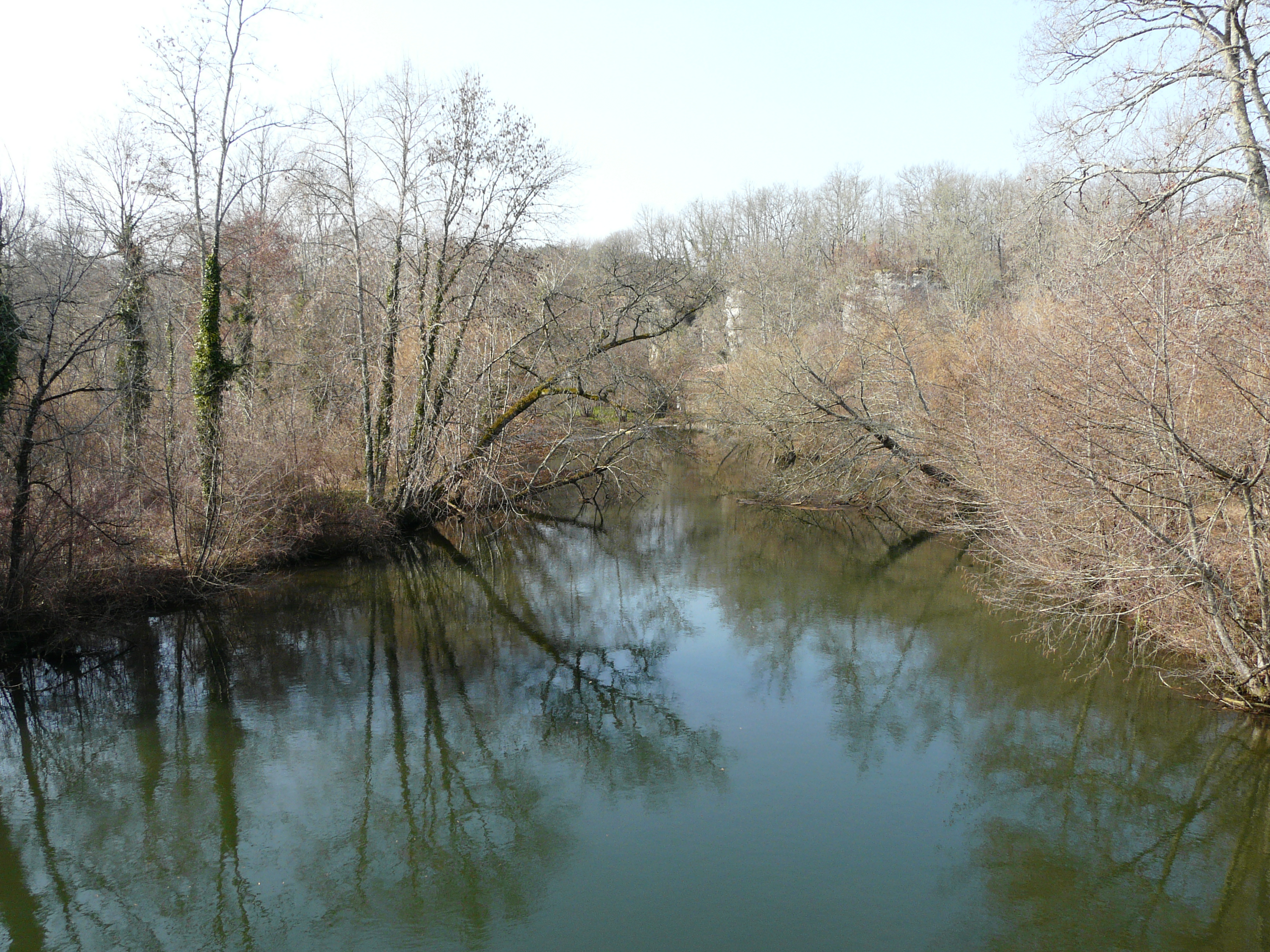
Река Дрон